# Lelgoean
De lelgoean (Aburria aburri) is een vogel in de familie van de Cracidae.

## Verspreiding en leefgebied
Het dier is te vinden in het oosten van Zuid-Amerika, in de landen Ecuador, Peru, Colombia en Venezuela. Zijn natuurlijke habitat is subtropisch of tropisch laagland en vochtige bossen (nevelwouden). De vogel wordt bedreigd door vernieling van zijn habitat. De lelgoean is te zien in het noorden en in het midden van de Andes. In het noordwesten van Venezuela is hij nu erg zeldzaam, maar in Colombia, Ecuador en Zuid-Peru komt hij meer voor. De populatie wordt geschat rond de 15.000 vogels (1994), maar dit aantal verkleint.